# STS-27
STS-27 was een space shuttle missie die deel uitmaakt van het Spaceshuttleprogramma. Voor deze vlucht werd Space Shuttle Atlantis gebruikt. STS-27 was de derde missie voor Atlantis en de tweede na de ramp met space shuttle Challenger.
De missie begon op 2 december 1988 met de lancering en eindigde op 6 december met de landing op Edwards Air Force Base. Tijdens de missie werden drie satellieten voor het Amerikaanse ministerie van Defensie in de ruimte gebracht.

## Bemanning
| Positie            | Gelanceerde astronaut               | Gelande astronaut                   |
| ------------------ | ----------------------------------- | ----------------------------------- |
| Bevelhebber        | Robert L. Gibson 3e ruimtevlucht    | Robert L. Gibson 3e ruimtevlucht    |
| Piloot             | Guy S. Gardner 1e ruimtevlucht      | Guy S. Gardner 1e ruimtevlucht      |
| Missiespecialist 1 | Richard M. Mullane 2e ruimtevlucht  | Richard M. Mullane 2e ruimtevlucht  |
| Missiespecialist 2 | Jerry L. Ross 2e ruimtevlucht       | Jerry L. Ross 2e ruimtevlucht       |
| Missiespecialist 3 | William M. Shepherd 1e ruimtevlucht | William M. Shepherd 1e ruimtevlucht |

## Missieparameters
- Massa
  - Shuttle bij lancering: onbekend
  - Shuttle bij landing: onbekend
  - Vracht: onbekend
- Perigeum: 437 km
- Apogeum: 447 km
- Glooiingshoek: 57°
- Omlooptijd: 93,4 min

STS-51-J · STS-61-B · STS-27 · STS-30 · STS-34 · STS-36 · STS-38 · STS-37 · STS-43 · STS-44 · STS-45 · STS-46 · STS-66 · STS-71 · STS-74 · STS-76 · STS-79 · STS-81 · STS-84 · STS-86 · STS-101 · STS-106 · STS-98 · STS-104 · STS-110 · STS-112 · STS-115 · STS-117 · STS-122 · STS-125 · STS-129 · STS-132 · STS-135